# Чуло мириса
Чуло мириса, њуха, или мирис, је посебно чуло кроз које се перципирају мириси. Чуло мириса има много функција, укључујући откривање пожељне хране, опасности и феромона, и игра улогу у укусу.
Код људи се јавља када се мирис веже за рецептор унутар носне шупљине, преносећи сигнал кроз олфакторни систем. Гломерули агрегирају сигнале са ових рецептора и преносе их до мирисног режња, где сензорни улаз почиње да ступа у интеракцију са деловима мозга одговорним за идентификацију мириса, памћење и емоције.
Постоји много различитих узрока за промену, недостатак или поремећај нормалног чула мириса, а могу укључивати оштећење носа или мирисних рецептора, или централне проблеме који утичу на мозак. Неки узроци укључују инфекције горњих дисајних путева, трауматске повреде мозга и неуродегенеративне болести.

## Историја студија
Рано научно проучавање чула мириса укључује опсежну докторску дисертацију Еленор Гембл, објављену 1898. године, која је упоређивала мирис са другим модалитетима стимулуса, и имплицирала да мирис има нижи интензитет дискриминације.
Као што је епикурејски и атомистички римски филозоф Лукреције (1. век пре нове ере) спекулисао, различити мириси се приписују различитим облицима и величинама „атома“ (молекула мириса у савременом разумевању) који стимулишу орган мириса.
Модерна демонстрација те теорије била је клонирање протеина мирисних рецептора од стране Линде Б. Бак и Ричарда Аксела (који су добили Нобелову награду 2004. године), и накнадно упаривање молекула мириса са специфичним рецепторским протеинима. Сваки молекул рецептора мириса препознаје само одређену молекуларну особину или класу молекула мириса. Сисари имају око хиљаду гена који кодирају за пријем мириса. Од гена који кодирају рецепторе мириса, само део је функционалан. Људи имају много мање активних гена за рецепторе мириса од других примата и других сисара. Код сисара, сваки неурон олфакторног рецептора изражава само један функционални рецептор мириса. Нервне ћелије рецептора мириса функционишу као систем кључ-брава: ако молекули одређене хемикалије у ваздуху могу да стану у браву, нервна ћелија ће реаговати.
Тренутно постоји низ супротстављених теорија у вези са механизмом кодирања и перцепције мириса. Према теорији облика, сваки рецептор детектује особину молекула мириса. Теорија слабог облика, позната као теорија одотопа, сугерише да различити рецептори детектују само мале делове молекула, а ови минимални улази се комбинују да формирају ширу мирисну перцепцију (слично начину на који се визуелна перцепција гради од мањих, информационо сиромашних осећаја, комбинованих и рафинираних да би се створила детаљна целокупна перцепција).
Према новој студији, истраживачи су открили да постоји функционална веза између молекуларне запремине мириса и олфакторног неуронског одговора. Алтернативна теорија, теорија вибрација коју је предложио Лука Турин, поставља да рецептори мириса детектују фреквенције вибрација молекула мириса у инфрацрвеном опсегу квантним тунелирањем. Међутим, бихевиорална предвиђања ове теорије доведена су у питање. Постоји и теорија која у потпуности објашњава олфакторну перцепцију.

## Функције

### Укус
Перцепција укуса је агрегација слушних, укусних, хаптичких и мирисних сензорних информација. Ретроназални мирис игра највећу улогу у осећају укуса. Током процеса жвакања, језик манипулише храном да би ослободио мирисе. Ови мириси улазе у носну шупљину током издисаја. Мирис хране даје осећај да је у устима због коактивације моторног кортекса и олфакторног епитела током жвакања.
Мирис, укус и тригеминални рецептори (који се називају и хеместеза) заједно доприносе укусу. Људски језик може да разликује само пет различитих квалитета укуса, док нос може да разликује стотине супстанци, чак и у малим количинама. Током издисаја долази до доприноса мириса укусу, за разлику од самог мириса, који се јавља током удисајне фазе дисања. Олфакторни систем је једино људско чуло које заобилази таламус и директно се повезује са предњим мозгом.

### Слух
Показало се да се информације о мирису и звуку спајају у мирисним туберкулама глодара. Предлаже се да ова неуронска конвергенција доводи до перцепције која се назива смаунд. Док арома произлази из интеракције између мириса и укуса, смаунд може бити резултат интеракције између мириса и звука.

### Избегавање инбридинга
гени (познати као  код људи) су група гена присутних код многих животиња и важних су за имунски систем; генерално, потомци родитеља са различитим MHC генима имају јачи имунски систем. Рибе, мишеви и код људи жене имају способност да мирисом детектују неке аспекте MHC гена потенцијалних сексуалних партнера и преферирају партнере са MHC генима другачијим од својих.
Људи у извесној мери могу детектовати крвне сроднике по мирису. Мајке по мирису тела могу да идентификују своју биолошку децу, али не и пасторке. Предадолесцентна деца могу мирисно да открију своју пуну браћу и сестре, али не и полусроднике, и то би могло објаснити избегавање инцеста и Вестермарков ефекат. Функционално снимање показује да овај процес детекције олфакторног сродства укључује фронтално-темпорални спој, инсулу и дорзомедијални префронтални кортекс, али не и примарни или секундарни олфакторни кортекс, или сродни пириформни кортекс или орбитофронтални кортекс.
Пошто је инбридинг штетан, он у знатној мери бива избегаван. Код кућног миша, кластер гена главних уринарних протеина (MUP) обезбеђује високо полиморфан мирисни сигнал генетског идентитета који изгледа да лежи у основи препознавања сродника и избегавања инбридинга. Дакле, постоји мање парења између мишева који деле MUP хаплотипове него што би се очекивало кад би долазило до насумичних парења.

## Генетика
Различити људи осећају различите мирисе, а већина ових разлика је узрокована генетским разликама. Иако гени рецептора мириса чине једну од највећих фамилија гена у људском геному, само неколико гена је коначно повезано са одређеним мирисима. На пример, рецептор мириса OR5A1 и његове генетске варијанте (алели) су одговорни за нашу способност (или неуспех) да осетимо мирис β-јонона, кључне ароме у храни и пићима. Слично, рецептор мириса OR2J3 је повезан са способношћу да детектује „травнат“ мирис, цис-3-хексен-1-ол. Преференција (или несклоност) ка цилантру (коријандер) је повезана са мирисним рецептором OR6A2.